# Csopea

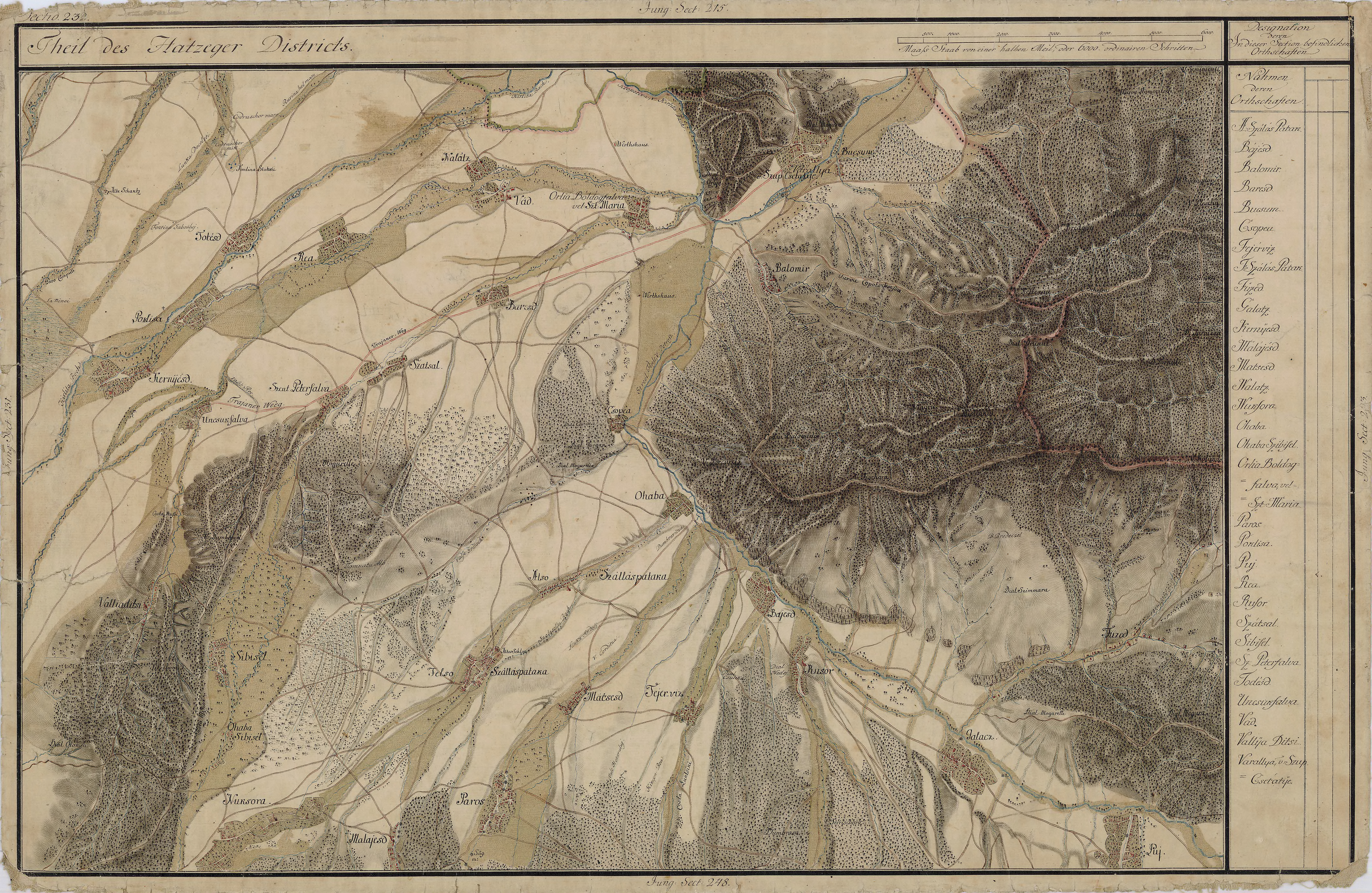
Csopoly egy régi térképen

Csopea, Csopoly románul: Ciopea, falu Romániában, Erdélyben, Hunyad megyében.

## Fekvése
Hátszegtől délre, a Sztrigy bal partján fekvő település.

## Története
Csopea, Csopoly nevét 1453-ban említette először oklevél Thopol, Chopol alakban mint Déva vár tartozékát. A későbbiekben nevét többféle formában írták, így: 1733-ban  Tsopeja, 1750-ben Csopeja, 1760-1762 között Csopia, 1808-ban Csopéia, Schopau, Csupiu, 1861-ben és 1913-ban Csopéa néven tűnt fel az oklevelekben.
A trianoni békeszerződés előtt Hunyad vármegye Hátszegi járásához tartozott. 1910-ben 292 lakosából 251 román, 12 magyar volt. Ebből 275 görög keleti ortodox, 7 unitárius, 5 görögkatolikus, 5 református volt.

## Nevezetességek
- 2–3. századi római híd maradványai Csopea és Kőaljaohába között; a romániai műemlékek jegyzékében a HD-II-m-B-03293 sorszámon szerepel.[1]